# The Script
The Script – trio pochodzące z Dublina, które tworzą: Danny O’Donoghue (wokal, klawisze), Mark Sheehan (gitara) i Glen Power (perkusja). Sami o sobie mówią, że ich muzyka jest wielogatunkową mieszanką stylów: hip-hop, pop, R’n’B, rock. Debiutancki singiel We Cry został wydany w kwietniu 2008 roku i zdobył dużą popularność najpierw w Irlandii i Wielkiej Brytanii, a później w innych krajach europejskich.

## Historia
Premiera pierwszego albumu grupy, zatytułowanego po prostu „The Script”, odbyła się 11 sierpnia 2008 roku. Pierwsza trasa koncertowa promująca ich debiutancki album rozpoczęła się 9 września 2010, a zakończyła się rok później 13 grudnia. Trasa obejmowała 147 koncertów w różnych częściach świata. Premiera drugiego albumu zatytułowanego Science & Faith odbyła się 10 września 2010. Album był promowany 4 singlami. Na przełomie 2012/2013 główny wokalista zespołu Danny O’Donoghue był trenerem w brytyjskiej wersji The Voice, lecz po drugiej edycji zrezygnował ponieważ chciał skupić się nad promocją nowego albumu zespołu. Premiera kolejnego albumu #3 miała miejsce 9 października 2012, album w Wielkiej Brytanii sprzedał się w nakładzie 300 tys. kopii i uzyskał status platynowej płyty. 27 czerwca 2014 premierę miał film pt. Mrs. Brown's Boys D'Movie, w którym wykorzystano piosenkę zespołu hail rain or sunshine, piosenka była odnotowana na listach w Niemczech i Nowej Zelandii. 21 lipca odbyła się premiera singla pt. „Superheroes” promującego czwarty studyjny album zatytułowany No Sound Without Silence. 15 października odbyła się premiera singla „No Good In Goodbye”, jest to drugi singiel promujący album.W Polsce singiel „Superheroes” zadebiutował 22 września na liście Global eski na 18 miejscu. Zespół otrzymał srebrną płytę za sprzedaż 60 tysięcy kopii albumu.
19 listopada 2014 roku na oficjalnym kanale zespołu odbyła się premiera teledysku do singla „No Good In Goodbye”. 21 listopada na oficjalnym kanale na YouTube David Guetta udostępnił kawałek utworu pt. „Goodbye Friend” nagrany wspólnie z The Script, utwór był notowany między innymi na listach we Francji i w Niemczech. 16 stycznia rozpoczęła się nowa trasa koncertowa o nazwie No Sound Without Silence Tour, która promuje najnowszy album zespołu. Trasa koncertowa cieszy się dużą popularnością i na ten moment obejmuje 55 koncertów na całym świecie, zakończenie trasy przewidywane było na 20 czerwca bieżącego roku.

### 2015–2016: Nowy singiel,No Sound Without Silencei trasa koncertowa
1 lutego 2015 ogłoszono, że kolejnym singlem z albumu No Sound Without Silence jest Man on a Wire. 8 marca z okazji Dnia Kobiet zespół opublikował na swoim koncie na YouTube teledysk do piosenki Man on a Wire. Zespół postanowił również kontynuować dalszą część trasy koncertowej No Sound Without Silence. W listopadzie zespół poinformował również o tym, iż są w trakcie nagrywania piątego albumu w swojej karierze, lecz nim nastąpi premiera, planują wydać jeszcze jeden singiel z obecnej płyty.

### od 2017:Freedom Child
14 lipca 2017 na oficjalnym kanale zespołu ukazał się nowy singiel wraz z klipem do piosenki Rain, który zapowiadał nowy album zespołu. 1 września ukazał się nowy album zespołu Freedom Child, na chwilę obecną album uzyskał status złotej płyty za sprzedaż. Kolejnym singlem promującym album jest Arms Open, który miał swoją premierę 13 listopada 2017, na trzeci singiel z płyty, który ma ukazać się 10 stycznia 2018, został wybrany Freedom Child.
W dniu 14 kwietnia 2023 roku zmarł Mark Sheehan - gitarzysta i jeden z założycieli zespołu.

## Skład zespołu
- Danny O’Donoghue - wokal
- Mark Sheehan († 2023) - gitara
- Glen Power - perkusja

## Dyskografia

### Albumy
- 2008 - The Script
- 2010 - Science & Faith
- 2012 - #3
- 2014 - No Sound Without Silence
- 2017 - Freedom Child

### Single
- 2008 - We Cry
- 2008 - The Man Who Can't Be Moved
- 2008 - Breakeven
- 2009 - Talk You Down
- 2009 - Before The Worst
- 2010 - For The First Time
- 2010 - Nothing
- 2011 - If You Ever Come Back
- 2011 - Science & Faith
- 2012 - Hall of Fame (ft. will.i.am)
- 2012 - Six Degrees Of Separation
- 2013 - If You Could See Me Now
- 2013 - Millionaires
- 2014 - Superheroes
- 2014 - 'No Good In Goodbye
- 2015 - Man on a Wire
- 2017 - Rain
- 2017 - Arms Open
- 2018 - Freedom Child